# 匍匐大戟
匍匐大戟（学名：Euphorbia prostrata），又名伏生大戟，为大戟科大戟属的植物，原生於美洲溫帶至熱帶地區，多生在路旁、屋旁和荒地灌丛，目前已由人工引种栽培。

## 别名
铺地草（福建植物志）